# 路肩
路肩（ろかた、英: shoulder, breakdown lane, extra lane）は、道路に接続して設けられる帯状の道路の部分。
通常、路肩は道路（車道、歩道、自転車道または自転車歩行者道）の両端に、その主要構造部を保護し効用を保つため設けられる。原則として車両が路肩を通行することはできないが、国によってはバスの通行があらかじめ想定されている場合や、時間帯に限り走行可能となる場合もある。

## 路肩の設置目的

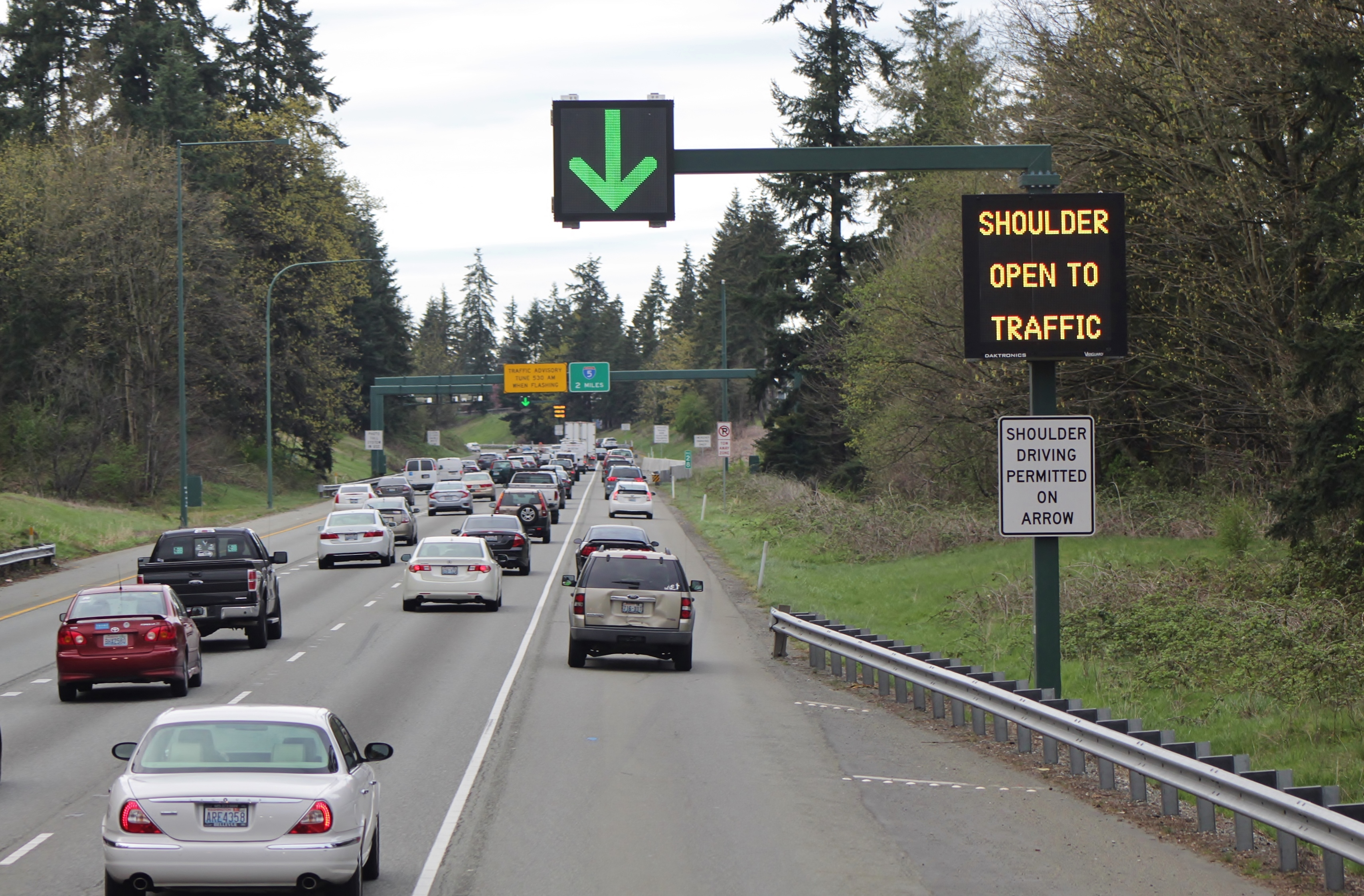
ボセル（シアトル近郊）付近の州間高速道路405号線においては、混雑時に限り路肩走行が許可される。

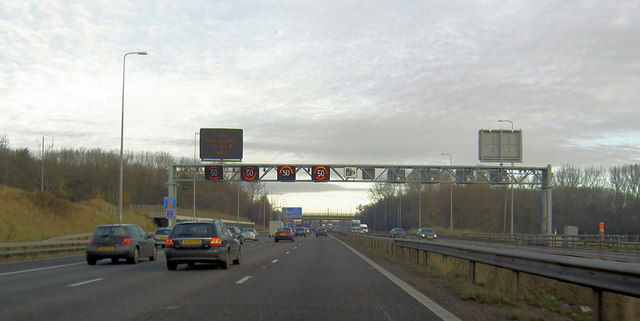
イギリスのM42号線で混雑のため制限速度を引き下げると共に路肩の上にも制限速度を表示することで路肩の走行が許可された様子

路肩は、一般的には以下のような目的で設置される。
- 混雑時における緊急自動車の通行
- 駐車（車両の故障または緊急時において、後続車の追突を防ぐため）
- 側溝と通行帯との間に挿入することにより、雨天時における歩行者への水しぶきの防止ないし緩和
- 歩行者・自転車等の通行（歩道が設置されていない道路において、通行が許可されている場合）
- 道路の舗装などの構造の保護（通行帯部分の舗装への雨水の浸透を抑止するほか、舗装の端部が壊れても通行可能となる）

国によっては、以下のような利用も行われる。
- 新交通管理システムが導入されている道路における混雑緩和のための通行帯としての利用
- バス専用通行帯の代用ないし兼用

非常時の停車スペース等である路肩を道路混雑時に限って車線として扱うことを路肩の車線運用という。

## 欧米における路肩

### 道路の構造と路肩
ドイツの場合、設計上の道路構造基準は、高速道路はRAA、市街地外道路の場合はRAL、市街地内道路の場合はRAStで定められている。ノルトライン・ヴェストファーレン州の自動車専用道路は、以前は往復2車線に幅広い路肩を付けた道路が一般的だったが、無理な追い越しが多発したことから、上下線相互に追い越し車線を付けた2+1車線が増えている。

### 通行帯としての利用

#### バス専用通行帯として
アメリカおよびカナダにおいては、交通渋滞を避けるためバスが路肩を走ることが認められている場合がある。このような例として、シカゴ付近の州間高速道路405号線におけるものがある。

#### 混雑緩和のための通行帯として
イギリスやドイツの高速道路の一部区間では路肩の車線運用が実施されている。
バーミンガム付近のM42高速道路において、2006年9月以降路肩走行が許可される時間帯が設けられている。本格導入前のテスト期間中には、所要時間が25%減少したほか、月間の事故件数が5.2から1.5へと減少した。同様の措置はボストン都市圏の州間高速道路93号線などにおいても行われている。

## 日本における路肩
日本の道路法は、路肩の構造については主に道路構造令に（法第三十条）、その通行については主に車両制限令に（法第四十七条）、それぞれ委任している。

### 路肩の種別および範囲
道路構造令において路肩は、車道端に接して設置するものであり、大別して全路肩、半路肩、狭路肩に分類される。
- 全路肩　路肩幅員（路端[注 1]から路肩線（車道外側線など）までの幅員であって、路肩線を除く部分。以下同じ）が、全ての車両の停車が可能なものであるもの。幅員は2.50 - 2.35 m。
- 半路肩　路肩幅員が、車両の走行に大きな影響を与えない側方余裕が確保され、乗用車の停車が可能なものであるもの。幅員は1.25 - 1.75 m。
- 狭路肩　路肩幅員が、車両の走行上必要な最小限度の側方余裕しかないもの。幅員は0.50 - 0.75 m。

また、道路法上の歩道、自転車道または自転車歩行者道がある場合には、道路の主要構造部を保護し、又は車道の効用を保つために支障がない場合においては、車道端に接する路肩を設置せず（路肩なし）、または当該路肩の幅員を縮小できる（狭路肩）。
なお、ここで保護路肩は道路の最も外側に設けられ、舗装構造や路体を保護する。防護柵や道路標識等を路端に設けるスペースにもなる。この保護路肩は建築限界には含まれない。

### 路肩の構造に関する基準
道路構造令は、第八条で路肩の構造について定めており、同令第三条各項により区分される道路の種類に応じて、路肩を設けることとされている。うち、第八条第2項は車道の左側、同条第4項は車道の右側に設ける最低限の路肩の幅員を定めている。
| 対象となる道路の種類                                                | 対象となる道路の種類                                                | 道路の存する地域の地形                                              | 計画交通量（１日あたり）                                            | 幅員                         |
| ------------------------------------------------------------------- | ------------------------------------------------------------------- | ------------------------------------------------------------------- | ------------------------------------------------------------------- | ---------------------------- |
| 第一種の普通道路 （地方部の高速自動車国道及び自動車専用道路）       | 第一級及び第二級の道路 （交通量の多い道路）                         | 平地部                                                              | 1万台以上（高速自動車国道の場合） 2万台以上（自動車専用道路の場合） | 2.5m（条件により最小1.75m）  |
| 第一種の普通道路 （地方部の高速自動車国道及び自動車専用道路）       | 第一級及び第二級の道路 （交通量の多い道路）                         | 山地部                                                              | 3万台以上（高速自動車国道の場合）                                   | 2.5m（条件により最小1.75m）  |
| 第一種の普通道路 （地方部の高速自動車国道及び自動車専用道路）       | 上記以外                                                            | 上記以外                                                            | 上記以外                                                            | 1.75m（条件により最小1.25m） |
| 第二種の普通道路 （都市部の高速自動車国道及び自動車専用道路）       | 第二種の普通道路 （都市部の高速自動車国道及び自動車専用道路）       | 第二種の普通道路 （都市部の高速自動車国道及び自動車専用道路）       | 第二種の普通道路 （都市部の高速自動車国道及び自動車専用道路）       | 1.25m                        |
| 第三種の道路 （地方部の高速自動車国道及び自動車専用道路以外の道路） | 第一級の普通道路 （交通量の著しく多い一般国道）                     | 平地部                                                              | 2万台以上                                                           | 1.25m（条件により最小0.75m） |
| 第三種の道路 （地方部の高速自動車国道及び自動車専用道路以外の道路） | 第二級から第四級までの普通道路                                      | 第二級から第四級までの普通道路                                      | 第二級から第四級までの普通道路                                      | 0.75m（条件により最小0.5m）  |
| 第三種の道路 （地方部の高速自動車国道及び自動車専用道路以外の道路） | 第五級の普通道路 （交通量の少ない市町村道）                         | 第五級の普通道路 （交通量の少ない市町村道）                         | 500台未満                                                           | 0.5m                         |
| 第四種の道路 （都市部の高速自動車国道及び自動車専用道路以外の道路） | 第四種の道路 （都市部の高速自動車国道及び自動車専用道路以外の道路） | 第四種の道路 （都市部の高速自動車国道及び自動車専用道路以外の道路） | 第四種の道路 （都市部の高速自動車国道及び自動車専用道路以外の道路） | 0.5m                         |

ただし、第八条第7項は「歩道、自転車道又は自転車歩行者道を設ける道路にあつては、道路の主要構造部を保護し、又は車道の効用を保つために支障がない場合においては、車道に接続する路肩を設けず、又はその幅員を縮小することができる。」と定めており、歩道と車道との間の路肩を既定の幅員より縮小したり、もしくは設けないことも状況によっては可としている。この状況での路肩は車道外側線と関連してくる。また、道路構造令の路肩についての規定が直接適用されるのはあくまで高速自動車国道及び一般国道についてのみであり、それ以外の道路については各道路の道路管理者（例：市町村道であれば各市町村）が条例においてそれぞれ定める技術的基準が適用されることとなっており（法第三十条第３項および令第一条）、その制定にあたっては同令を参酌することとされているとはいえ、必ずしも上記の基準が適用されるわけではない。

### 歩車道の区別がない場合の路肩の定義と通行の制限
車両制限令第九条は、道路において歩道、自転車道又は自転車歩行者道が無い（道路の側の）場合においての路肩の保護等のため、自動車（自動二輪車・原動機付自転車を除く。以下この章で同じ）やトロリーバスは、その車輪が、路肩にはみ出しては（進入しては）ならない（ただし、高速自動車国道において警察官の命令による場合や、故障などの緊急時を除く）としている。
また、歩道、自転車道又は自転車歩行者道が無い道路の側であって、路端・路肩構造が形成されていない道路の側（土手の上や、畦道、民地との境界などにつき路端・路肩構造が明確で無いなど）については、上記の自動車・トロリーバスはその車輪が、路端から50 cmの部分にはみ出しては（進入しては）ならない。なお、トンネル・橋梁・高架道路などは路端構造が形成されているのが通常であるため、路肩構造がない場合には、車輪が路端から25 cmの部分にはみ出しては（進入しては）ならないとされている。
　（路肩通行の制限）
車両制限令第九条 　歩道、自転車道又は自転車歩行者道のいずれをも有しない道路を通行する自動車は、その車輪が路肩（路肩が明らかでない道路にあつては、路端から車道寄りの0.5m（トンネル、橋又は高架の道路にあつては、0.25m）の幅の道路の部分）にはみ出してはならない。
重量のある自動車・トロリーバスは重いので路肩に進入して走行すると、路肩が崩れて脱輪を起こす可能性があるので、走行を制限する目的もある。
自動二輪車・原動機付自転車や、自転車などの軽車両は、比較的軽量なため、「歩車道の区別がない場合の路肩」への進入は車両制限令によって禁止されていないが、交通方法としては道路交通法の適用を免れるわけではないので、注意が必要である（例えば、左側寄り通行や、左側追越しの原則禁止など）。「歩車道の区別がない場合の路肩」の中で路肩が明らかな場合（白線で明示されている場合）は路側帯であるため、右左折の場合に横断する以外などの例外を除き通行することはできない（道路交通法10条）。「歩車道の区別がある場合」は車道外側線を参照。
なお、道路法令・車両制限令に言う道路とは、道路法上の道路をいい、港湾道路、農道、林道、私道などには、道路法および車両制限令の適用がない。

### 路肩の構造
路肩は保護路肩を除いて自動車の荷重に耐え、歩行者や自転車が容易に通行できるよう原則として舗装する。路肩は基本的に車道と同じ高さとするが、トンネル・橋梁などで建築限界との兼ね合いから地覆として路肩の一部を車道より一段高くする場合がある。

### 路肩と路面排水
第3種・第4種の道路で歩道を設ける場合、車道と歩道の間に路面排水のため街渠が必要となるが、この街渠は路肩内に設けるのを原則とする。街渠は車両の荷重に耐える構造とするほか、特に自転車の安全性を確保するため段差や溝をなくし可能な限り平坦で滑りづらい構造にしなければならない。
盛土部の道路においては、集水を路肩で行うため路肩の端に縁石を設ける方が望ましい。